# غارتسون جورج جيبسون
غارتسون جورج جيبسون (بالإنجليزية: Garretson W. Gibson)‏ (و. 1832 – 1910 م) هو سياسي من ليبيريا، والولايات المتحدة، ولد في بالتيمور، توفي في مونروفيا، عن عمر يناهز 78 عاماً.